# Erik af Wetterstedt
Erik af Wetterstedt, före adlandet 1772 Wetterstedt, född 12 augusti 1736 i Hjo, död 15 december 1822 i Stockholm, var en svensk friherre och ämbetsman. Han var far till Gustaf af Wetterstedt, Niclas Joachim af Wetterstedt och Johan Erik af Wetterstedt.

## Biografi
af Wetterstedt, som var son till borgmästaren Joakim Wetterstedt och Emerentia Sjöberg, inskrevs 1757 vid Lantmäterikontoret, blev 1761 tillförordnad lantmätare vid Norska gränskommissionen och avancerade 1771 till direktör över lantmäteriet i Finland, där han sedan 1766 haft anställning som förste lantmätare. Han utnämndes 1777 till överdirektör vid Lantmäterikontoret och med bibehållande av denna tjänst blev han 1779 kammarråd och 1794 landshövding i Uppsala län efter att sedan 1790 ha skött ämbetet på förordnande. Under 1790-talet var han dessutom ledamot av Rikets allmänna ärendens beredning. År 1812 tog han avsked från landshövdingeämbetet och fick 1817 presidents namn, heder och värdighet. Han adlades 1772 med namnet af Wetterstedt och fick 1806 friherrlig värdighet. Han ägde bland annat Krusenberg i Alsike socken, Uppland.
Han var ledamot av Lantbruksakademien och Vetenskapsakademien (1815). Han skrev flera uppsatser i den förras "Annaler", i vilka han bland annat energiskt förespråkade enskiftet. För övrigt skrev han "Om Finlands belägenhet etc." (i Nya Allmänna tidningen 1787) och "Om lämpligaste utvägarna att befordra ödemarkernas uppodling etc." (presidietal i Vetenskapsakademien 1817). Som lantmäteridirektör åtföljde han Gustav III på eriksgata genom Finland 1775 och medverkade då betydligt till dennes planer att främja den finländska odlingen och organisera dess administrativa indelning. Gift i Vasa 1775 med Anna Christina Bladh (1757-93). Erik af Wetterstedt ligger begravd på Uppsala gamla kyrkogård.

## Utmärkelser
- Kommendör av Nordstjärneorden 1801 [2]

## Bilder

Anna Christina Bladh (1757-93) av Lorens Pasch d.y. år 1790.